# US Beau Bassin-Rose Hill
El US Beau Bassin-Rose Hill es un equipo de fútbol de Mauricio que juega en la Primera División de las islas Mauricio, la segunda liga de fútbol más importante del país.

## Historia
Fue fundado en el año 2000 en la ciudad de Beau-Bassin como un reemplazo del desaparecido club Fire Brigade SC, uno de los equipos más ganadores del país y que desapareció en ese mismo año para crear al Pamplemousses SC. Nunca han ganado la Liga Premier de las islas Mauricio, liga en la que no juegan desde la temporada 2010. Cuentan con 2 títulos de copa en 4 finales jugadas.
A nivel internacional han participado en 1 torneo continental, la Recopa Africana 2002, en la que fueron eliminados en la Primera ronda por el SS Jeanne d'Arc de las Islas Reunión.

## Palmarés
- Copa de Mauricio: 1

2001
- Copa de la República de Mauricio: 1

2002

## Participación en competiciones de la CAF
| Temporada | Torneo          | Ronda      | Club              | Casa | Visita | Global |
| --------- | --------------- | ---------- | ----------------- | ---- | ------ | ------ |
| 2002      | Recopa Africana | Preliminar | Extension Gunners | 3-2  | 1-1    | 4-3    |
| 2002      | Recopa Africana | 1          | SS Jeanne d'Arc   | 0-0  | 0-1    | 1-1    |